# Turespaña Masters
De Turespaña Masters was een internationaal golftoernooi in Spanje van 1992 - 2000. Het maakte deel uit van de Europese PGA Tour, en heeft onder veel verschillende namen bekendgestaan.
Spanje probeerde in die periode het golftoerisme te ontwikkelen. Tegelijkertijd wilde de Europese Tour meer toernooien hebben in Zuid-Europa, om zo het seizoen langer te kunnen maken.
Spanje had al een paar internationale toernooien. Het Open de España bestond al sinds 1912 en het Madrid Open sinds 1972, maar rond 1990 kwamen er nieuwe toernooien bij: het El Bosque Open (alleen in 1990), de Volvo Masters (sinds 1988), het Tenerife Open en het Catalan Open, beide sinds 1989, de Turespaña Masters (1992-2000) en het Open Mediterrania (1990-1995).

## Winnaars
| Jaar                                            | Baan                                | Winnaar                             |
| Turespana Masters Open de Andalucia             | Turespana Masters Open de Andalucia | Turespana Masters Open de Andalucia |
| ----------------------------------------------- | ----------------------------------- | ----------------------------------- |
| 1992                                            | Parador de Málaga Golf Club         | Vijay Singh                         |
| Turespana Masters Open de Andalucia             |                                     |                                     |
| 1993                                            | Novo Sancti Petri                   | Andrew Oldcorn                      |
| 1994                                            | Montecastillo, Jerez                | Carl Mason                          |
| 1995                                            | Islantilla G.C.                     | Alex Cejka                          |
| Turespana Masters                               |                                     |                                     |
| 1996                                            | El Saler, Valencia                  | Diego Borrego                       |
| Turespana Masters Open de Canarias              |                                     |                                     |
| 1997                                            | Maspalomas, Gran Canaria            | José María Olazabal                 |
| Turespana Masters Open Baleares                 |                                     |                                     |
| 1998                                            | Santa Ponsa, Mallorca               | Miguel Angel Jiménez                |
| Turespana Masters - Open Andalucia              |                                     |                                     |
| 1999                                            | Parador de Málaga Golf Club         | Miguel Angel Jiménez                |
| BBVA Open Turespaña Masters Comunidad de Madrid |                                     |                                     |
| 2000                                            | Club de Campo Villa de Madrid       | Pádraig Harrington                  |

Abama Open de Canarias ·
AGF Open ·
Allianz Open de Lyon ·
Andalucia Masters ·
ANZ Kampioenschap ·
Argentijns Open ·
Atlantic Open ·
Australian Masters ·
Ballantine's Kampioenschap ·
Barcelona Open ·
Belgisch Open ·
Benson & Hedges International Open ·
BMW Asian Open ·
Brazil Rio de Janeiro 500 Years Open ·
Brazil São Paulo 500 Years Open ·
British Masters ·
Callers of Newcastle ·
Cannes Open ·
Car Care Plan International ·
Castelló Masters ·
Celtic International ·
Dimension Data Pro-Am ·
Double Diamond International ·
Duits Open ·
El Bosque Open ·
El Paraiso Open ·
Engels Open ·
Epson Grand Prix of Europe ·
Estoril Open ·
Extremadura Open ·
German Masters ·
Girona Open ·
Glasgow Open ·
Great North Open ·
Greater Manchester Open ·
Greg Norman Holden International ·
GSI L'Equipe Open ·
Heineken Classic ·
Honda Open ·
Indian Masters ·
Indonesian Open ·
Iskandar Johor Open ·
Jersey Open ·
John Player Classic ·
John Player Trophy ·
Johnnie Walker Classic ·
Kerrygold International Classic ·
Kronenbourg Open ·
Lawrence Batley International ·
Madrid Masters ·
Madrid Open ·
Mallorca Open ·
Marokkaans Open ·
Martini International ·
Match Play Championship ·
Merseyside International Open ·
Monte Carlo Open ·
Murphy's Cup ·
Nelson Mandela Championship ·
New Zealand Open ·
Newcastle Brown "900" Open ·
NH Collection Open ·
Nordic Open ·
North West of Ireland Open ·
Oki Pro-Am ·
Open Catalonia ·
Open de Andalucía ·
Open de Baleares ·
Open de Sevilla ·
Open Mediterrania ·
Open Novotel Perrier ·
Penfold Tournament ·
Perth International Golf Championship ·
Piccadilly Medal ·
PLM Open ·
Portugees Open ·
Roma Masters ·
Saint-Omer Open ·
Sanyo Open ·
Sarazen World Open ·
Scandinavian Enterprise Open ·
Schots PGA Kampioenschap ·
Siciliaans Open ·
Singapore Masters ·
Skol Lager Individual ·
TCL Classic ·
Tenerife Open ·
The Championship at Laguna National ·
The Heritage ·
Timex Open ·
TPC of Europe ·
Trophée Lancôme ·
Tunesisch Open ·
Turespaña Masters ·
Uniroyal International Championship ·
Vodacom Players Championship ·
Volvo Golf Champions ·
Volvo Open ·
W.D. & H.O. Wills Tournament ·
Wang Four Stars ·
Welsh Golf Classic